# Костенець (село)
Косте́нець (болг. Костенец) — село в Софійській області Болгарії. Входить до складу общини Костенець.

## Населення
За даними перепису населення 2011 року у селі проживала 3691 особа.
Національний склад населення села:
| Національність   | Кількість осіб | Відсоток |
| ---------------- | -------------- | -------- |
| болгари          | 3135           | 87,5%    |
| цигани           | 432            | 12,1%    |
| не визначились   | 11             | 0,3%     |
| Всього відповіли | 3583           |          |

Розподіл населення за віком у 2011 році:
Динаміка населення: